# Supa
Supa är en by (estniska: küla) i Valga kommun i landskapet Valgamaa i södra Estland. Byn ligger vid Riksväg 3, cirka tio kilometer norr om staden Valga, vid den meandrande ån Pedeli jõgi som mynnar ut i floden Väike Emajõgi i byns norra del.
I kyrkligt hänseende hör byn till Valga församling inom den Estniska evangelisk-lutherska kyrkan.
Före kommunreformen 2017 hörde byn till dåvarande Tõlliste kommun.